# Коломцы
Коломцы — деревня в Кулейской волости Печорского района Псковской области.
Расположена (как единственный населённый пункт) на острове Коломцы в западной части Псковского озера, в 3 км к востоку от волостного центра (на материке) Киршино.

## Население
Численность населения деревни (и острова) составляет 39 жителей по состоянию на 2000 год.
| 2001 | 2002 | 2010 |
| ---- | ---- | ---- |
| 39   | ↘29  | ↗32  |

## Топографические карты
- Лист карты O-35-XVI Пылва. Масштаб: 1 : 200 000. Издание 1980 г.